# Communistische Partij van Nepal (verenigd)
De Communistische Partij van Nepal (verenigd) is een politieke partij in Nepal. De partij opgericht in 2007, na een splitsing in de Communistische Partij van Nepal (verenigd marxistisch).
Ganesh Shah is de algemeen secretaris van de partij en Chandra Dev Joshi is de partijvoorzitter.
In 2008, werd de eerste openlijke homoseksuele vertegenwoordiger van Nepal gekozen, Sunil Babu Pant als lid van de CPN (Verenigd).
In de maoïstische geleide regering, werd Ganesh Shah minister van Wetenschap, Technologie en Milieu.